# 2010년 일본의 텔레비전 드라마 목록
다음은 2010년에 일본의 텔레비전에서 방송되었던 드라마 프로그램을 나열한 목록이다.

## 1분기
- 파워레인저 미라클포스 - TV아사히
- 료마전 - NHK
- 게게게 여보 - NHK
- 8일째 매미 - NHK
- 소일 - WOWOW
- 인디고의 밤 - 후지TV
- 키노시타 부장과 나 - YTV
- 택스 맨 - 도쿄MX
- 피어라, 꽃아 - NHK
- 마지스카 학교 1 - TV도쿄
- 말도 안돼! - TBS
- 슈샤인보이 - MBS
- 반장 2 - TV도쿄
- 코드 블루 -닥터 헬기 긴급구명- 2 - TBS
- 특상 카바치! - 후지TV
- 블러디 먼데이 2 - TBS
- 신선조 피스 메이커 - MBS
- 엽기인걸 스나코 - TBS
- 꺾이지 않는 여자 - 닛테레
- 바른생활 사나이 - 후지TV
- 울지 않겠다고 결심한 날 - 후지TV
- 좌목탐정 EYE - 닛테레
- 샐러리맨 킨타로 2 - TV아사히
- 숙명 1969-2010 - TV아사히
- 853 ~형사 카모 신노스케 - TV아사히
- 엔젤 뱅크 : 전직대리인 - TV아사히
- 아카카부 검사 교토편 - TBS
- 마치는 노래 - 후지TV
- 너희에게 내일은 없다 - NHK
- 후쿠오카 연애백서 5 ~두개의 러브 스토리~ - KBC
- 거침없이 한 획! - NHK
- 마지막 약속 - 후지TV
- 구명병동 24시 ~2010 스페셜~ - 후지TV
- 야규 무예장 - TV도쿄

## 2분기
- 환경초인 에코가인더 II - 키즈스테이션
- 대마신 카논 - TV도쿄
- 도쿄 리틀 러브 - 후지TV
- 신 경시청 수사 1과 9계 2 - TV아사히
- 똑바로 : 카마쿠라가시 체포조 - NHK
- 트러블 맨 - TV도쿄
- 아무도 모르는 J학교 - KTV
- 프로골퍼 하나 - 닛테레
- 달의 연인 : 문 러버스 - 후지TV
- 강철의 여자 1 - TV아사히
- 창부와 숙녀 - 후지TV
- 이혼 신드롬 - 닛테레
- 미토코몬 제41부 - TBS
- 괴물군 스페셜 - 닛테레
- 텀블링 - TBS
- 건달군과 안경양 - TBS
- 솔직하지 못해서 - 후지TV
- 아자미 아가씨의 라라바이 - MBS
- 여형사 미즈키 스페셜 - TV아사히
- 마더 - 닛테레
- 종신 검시관 2 - TV아사히
- 바티스타 수술 팀의 영광 2 : 제너럴 루주의 개선 - 후지TV
- 절대영도 ~미해결사건 특명수사~ - 후지TV
- 신참자 - TBS
- 동창회 : 러브 어게인 증후군 - TV아사히
- 삼대째 아케치 코고로 : 오늘도 아케치가 살해당한다 - 닛테레
- 이혼동거 - TV아사히
- 여제 카우루코 - 후지TV
- 괴물군 - 닛테레
- 경찰청 실종자 수사과 - TV아사히
- 내가 셀러브리티와 결혼한 방법 - NHK
- 오미야씨 7 - TV아사히
- 키류인 하나코의 일생 - TV아사히
- 판도라 2 : 기아열도 - WOWOW
- 경찰청 취조관 : 자백전문 킨시 사건 기록 - TV아사히
- 형사 나루사와 료 : 원한의 비 - 후지TV
- 격.애 : 운명의 러브스토리 - NHK
- 시바토라 ~안녕, 동안형사 스페셜~ - 후지TV
- 체이스 : 국세청 감사관 - NHK
- 트릭 신작 2 - TV아사히
- 야베 켄조 경감 1 - TV아사히
- 데카 007 - 닛테레
- 부 활동의 길 - WOWOW
- 우리 집의 역사 - 후지TV
- 대불개안 - NHK

## 3분기
- 10년 뒤에도 너를 사랑해 - NHK
- 15살의 지원병 - NHK
- GOLD - 후지TV
- MM9 : 몬스터 매그니튜드 - MBS
- 가면라이더 오즈 - TV아사히
- 강아지 경찰 아저씨 - MBS
- 경찰청 미해결 사건 수사반 - TV아사히
- 과수연의 여자 10 - TV아사히
- 귀국 - TBS
- 나츠코와 천재사기꾼들 - TV아사히
- 내일의 빛을 잡고 1 - 후지TV
- 도망변호사 나리타 마코토 - 후지TV
- 도쿄 23 : 서바이벌 시티 - WOWOW
- 독 토마토 살인사건 - TV아사히
- 두부 자매 - WOWOW
- 만복소녀 드라고넷 - tvk
- 모야시몬 - 후지TV
- 모테키 - TV도쿄
- 미포링의 보조개 - 닛테레
- 반장 3 - TBS
- 벼랑 끝의 에리 : 천사 같은 돈 악마 같은 돈 - TV아사히
- 사랑은 보인다 ~시각장애 부부에게 온 작은 생명 - 후지TV
- 사자에씨 2 - 후지TV
- 스모 걸! - TBS
- 아름다운 13월의 미오카 - 닛테레
- 아타미의 수사관 - TV아사히
- 엄마의 마지막 날 - TV아사히
- 여름의 사랑은 무지개색으로 빛난다 - 후지TV
- 왜 너는 절망과 싸웠는가 - WOWOW
- 외과의 스마 히사요시 - TV아사히
- 우주견작전 - TV도쿄
- 일본인이 모르는 일본어 - YTV
- 자만 형사 - TBS
- 정말로 있었던 무서운 이야기 여름 특별편 2010 - 후지TV
- 조커 용서받지 못할 수사관 - 후지TV
- 지엠 : 춤춰라, 닥터 - TBS
- 창궁의 묘 - NHK
- 천사의 대리인 - 후지TV
- 천사의 몫 - NHK
- 철의 뼈 - NHK
- 철판 - NHK
- 카츠라 치즈루 진료 일지 - NHK
- 필살사업인 2010 - TV아사히
- 해머 세션! - TBS
- 호타루의 빛 2 - 닛테레

## 4분기
- 99년의 사랑 : 재패니즈 아메리칸즈 - TBS
- Q10 - 닛테레
- SPEC - TBS
- 검사 오니지마 헤이하치로 - TV아사히
- 계단의 노래 1 - TBS
- 고대소녀 도그짱 V - MBS
- 교도관 나오키 - TV도쿄
- 교토지검의 여자 6 - TV아사히
- 구형의 황야 - 후지TV
- 길티 악마와 계약한 여자 - 후지TV
- 나사케의 여자 ~국세청 감찰관~ - TV아사히
- 내일 또 살아가자 - TBS
- 담장 안의 중학교 - TBS
- 뜨거워! 고양이 계곡!! - 나고야TV
- 류진마부야 2 - RBC
- 마음의 실 - NHK
- 마크스의 산 - WOWOW
- 미토코몬 제42부 - TBS
- 백수 알바 내 집 장만기 - 후지TV
- 비밀 - TV아사히
- 사채꾼 우시지마 - TBS
- 세상살이 원수천지 10 - TBS
- 세컨드 버진 - NHK
- 수의사 두리틀 - TBS
- 신부 포렴 1 - 후지TV
- 안녕, 아루마 ~소집영장을 받은 개~ - NHK
- 여왕3 ~스페셜 에디션~ - TV도쿄
- 영능력자 오다기리 쿄코의 거짓 - TV아사히
- 오사카 러브 & 서울 : 이 나라에서 산다는 것 - NHK
- 우타세라 - TUY
- 유성 - 후지TV
- 의룡 3 - 후지TV
- 츄신구라 ~ 그 남자, 오오이시 쿠라노스케 - TV아사히
- 쿠로효 용과 같이 신장 1 - TBS
- 클론 베이비 - TBS
- 파트너 9 - TV아사히
- 퍼펙트 리포트 - 후지TV
- 페이스 메이커 - 닛테레
- 할아버지는 25살 - TBS
- 형사 정년 - BS아사히
- 환야 - WOWOW
- 황금 돼지 : 회계검사청 특별조사과 - 닛테레
- 휴대폰 형사 제니가타 유이 - BS TBS

## 자료 출처
- ja:2010年のテレビドラマ (日本)

## 같이 보기
- 일본의 텔레비전 드라마 목록
- 2010년대 일본의 텔레비전 드라마 목록